# Bahnhof Lindau-Insel

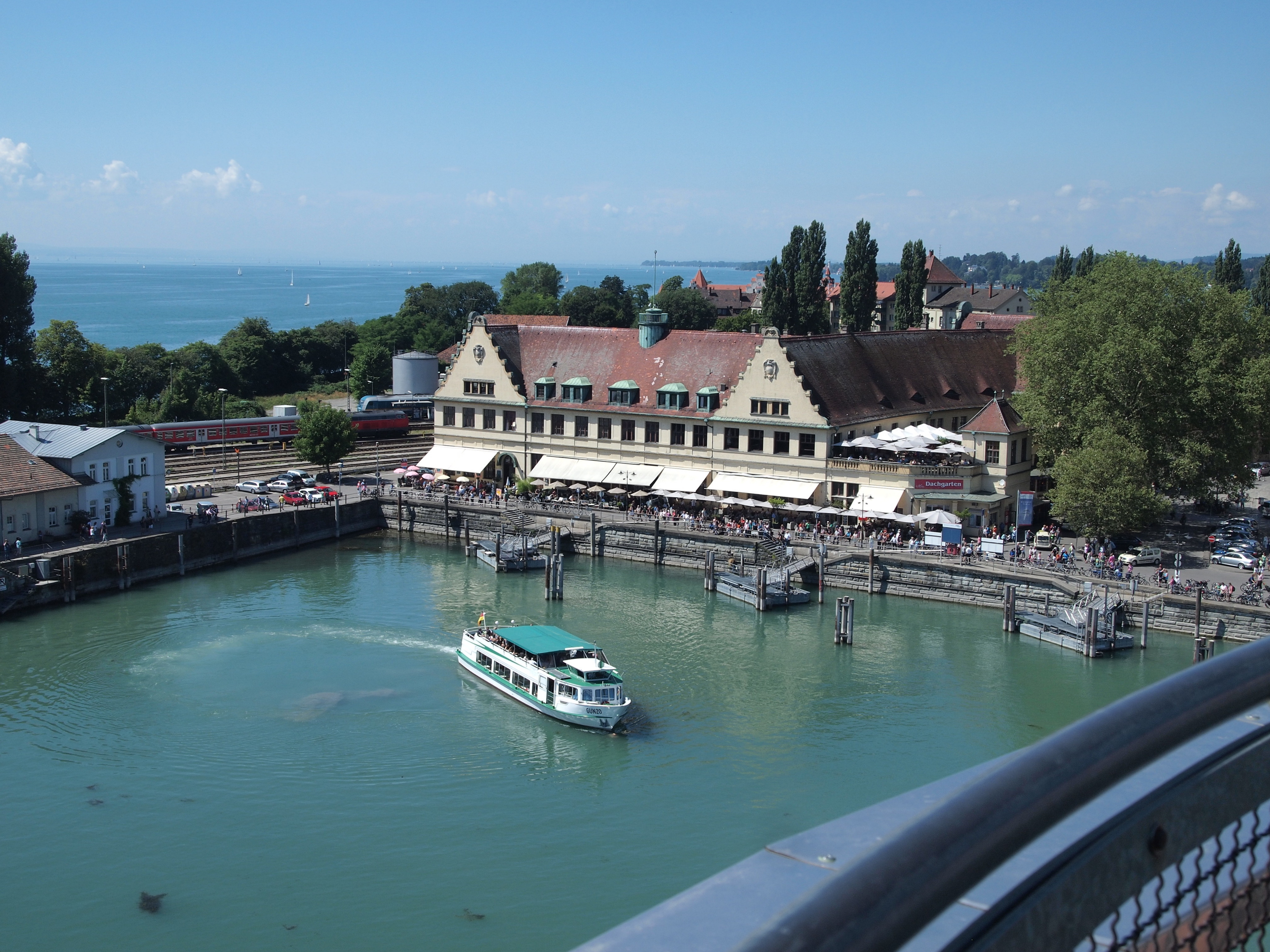
Az állomás homlokzata közvetlenül a Boden-tó felé nyílik, így az elhelyezkedése hasonló, mint Velencében a Venezia Santa Lucia pályaudvar.

A Bahnhof Lindau-Insel, korábbi nevén Lindau Hauptbahnhof vasúti fejállomás Németországban, Lindauban. Az állomás egy kis szigeten fekszik a Boden-tó partján. 2020 decemberéig határállomás volt, a vonatok innen Ausztria és Svájc felé tudtak továbbhaladni. A Németország felé továbbvezető vasútvonal nem volt villamosított, de az osztrák és a svájci vasútvonalak már igen, így a Németországból érkező vonatok mozdonyait is itt cserélték le a dízelről villamosmozdonyra és viszont. 2020 decembere után azonban az összes ide befutó vasútvonal már villamosított lett, ezzel együtt a pályaudvar is elveszítette korábbi kiemelt szerepét, helyét a Bahnhof Lindau-Reutin vette át.

## Vasútvonalak
A vasútállomásra az alábbi vasútvonalak futnak be:
- München–Lindau-vasútvonal (152,9 km) (KBS 970)
- Lindau–Bludenz-vasútvonal (67,75 km) (KBS 401)

## Forgalom

### Távolsági
2020 decembere óta nincs távolsági forgalom az állomáson

### Regionális
| Járat | Útvonal | Gyakoriság       |
| ----- | --- | ---------------- |
| IRE   | Lindau-Insel – Friedrichshafen Stadt – Radolfzell – Singen – Schaffhausen – Waldshut – Basel Bad             | bizonyos vonatok |
| RE 5  | Lindau-Insel – Friedrichshafen Stadt – Ravensburg – Aulendorf – Biberach – Ulm – Plochingen – Stuttgart      | óránként         |
| RE 7  | Lindau-Reutin – Lindau-Insel – Hergatz – Immenstadt – Kempten – Kaufbeuren – Buchloe – Augsburg (– Nürnberg) | kétóránként      |
| RE 70 | Lindau-Insel – Hergatz – Immenstadt – Kempten – Kaufbeuren – Buchloe – München                               | kétóránként      |
| RE 72 | Lindau-Insel – Hergatz – Wangen – Kißlegg – Leutkirch – Memmingen – Buchloe – München                        | egy vonatpár     |
| RE 77 | Lindau-Insel – Hergatz – Immenstadt – Kempten – Memmingen – Ulm                                              | bizonyos vonatok |
| REX   | Lindau-Insel – Bregenz – Dornbirn – Feldkirch (– Bludenz)                                                    | (fél)óránként    |
| RB 92 | Lindau-Insel – Hergatz – Wangen – Kißlegg (– Bad Waldsee – Aulendorf)                                        | kétóránként      |
| RB 93 | Lindau-Insel – Wasserburg – Friedrichshafen Stadt (– Friedrichshafen Hafen)                                  | óránként         |
| RB 96 | Lindau-Insel – Hergatz – Wangen – Kißlegg – Leutkirch (– Memmingen)                                          | bizonyos vonatok |
| S 1   | Lindau-Insel – Lindau-Reutin – Bregenz – Dornbirn – Feldkirch – Bludenz                                      | kétóránként      |

## Érdekességek
A müncheni Miniland egyik terepasztala Lindaut és az állomását modellezi le, némileg modernebb járművekkel.

## Képgaléria

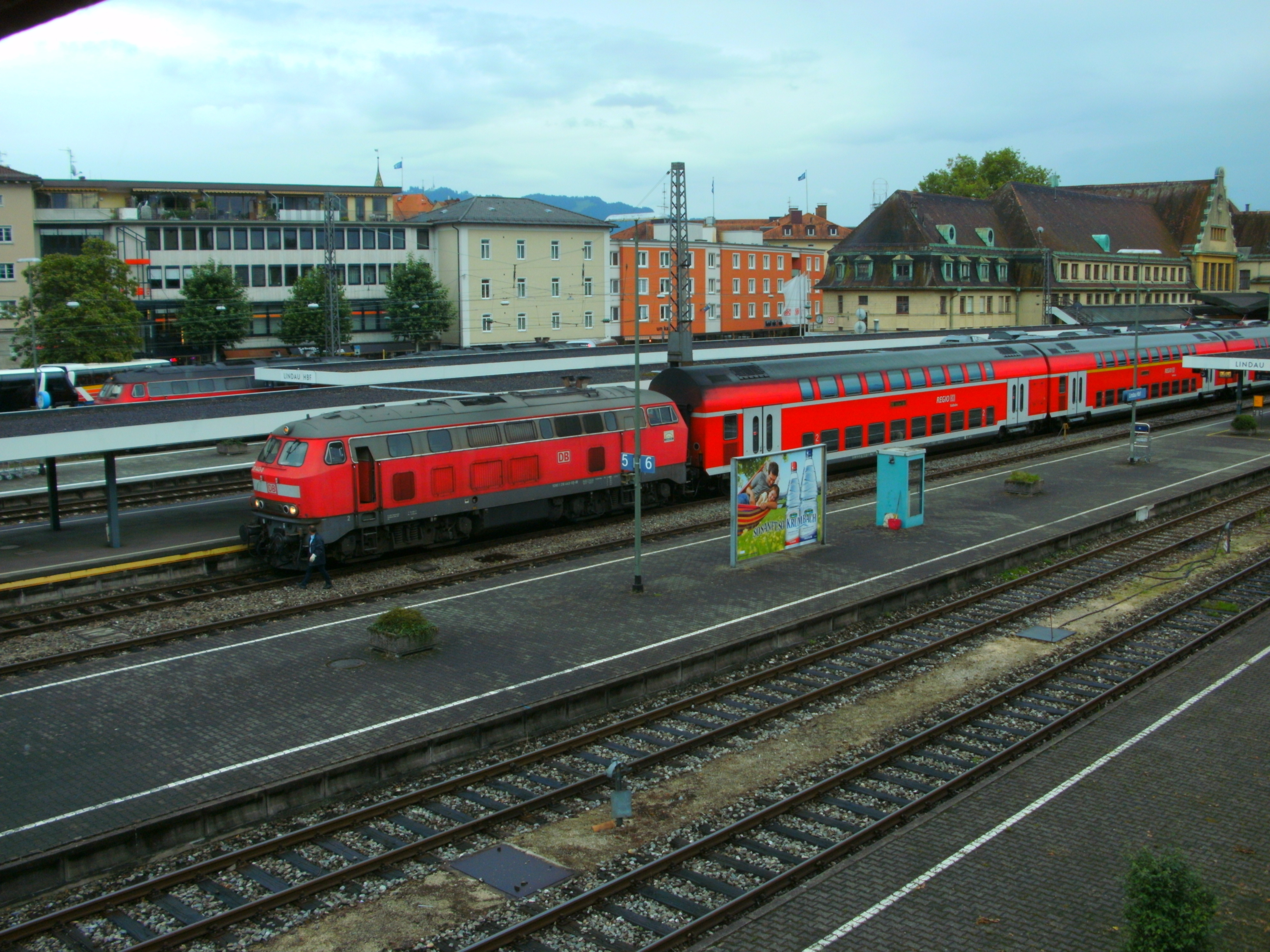
Emeletes vonat Baden-Württembergből egy DB 218 sorozatú dízelmozdonnyal
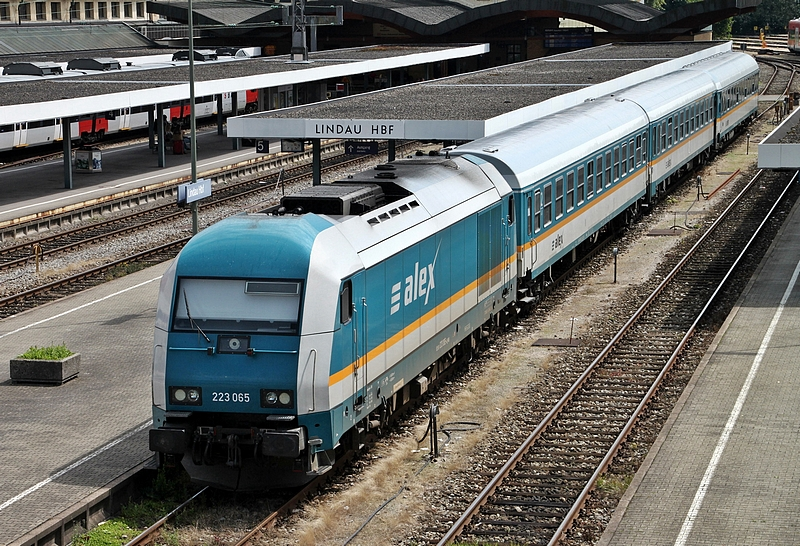
Az Arriva-Länderbahn-Express magánvasút Münchenbe tartó szerelvénye
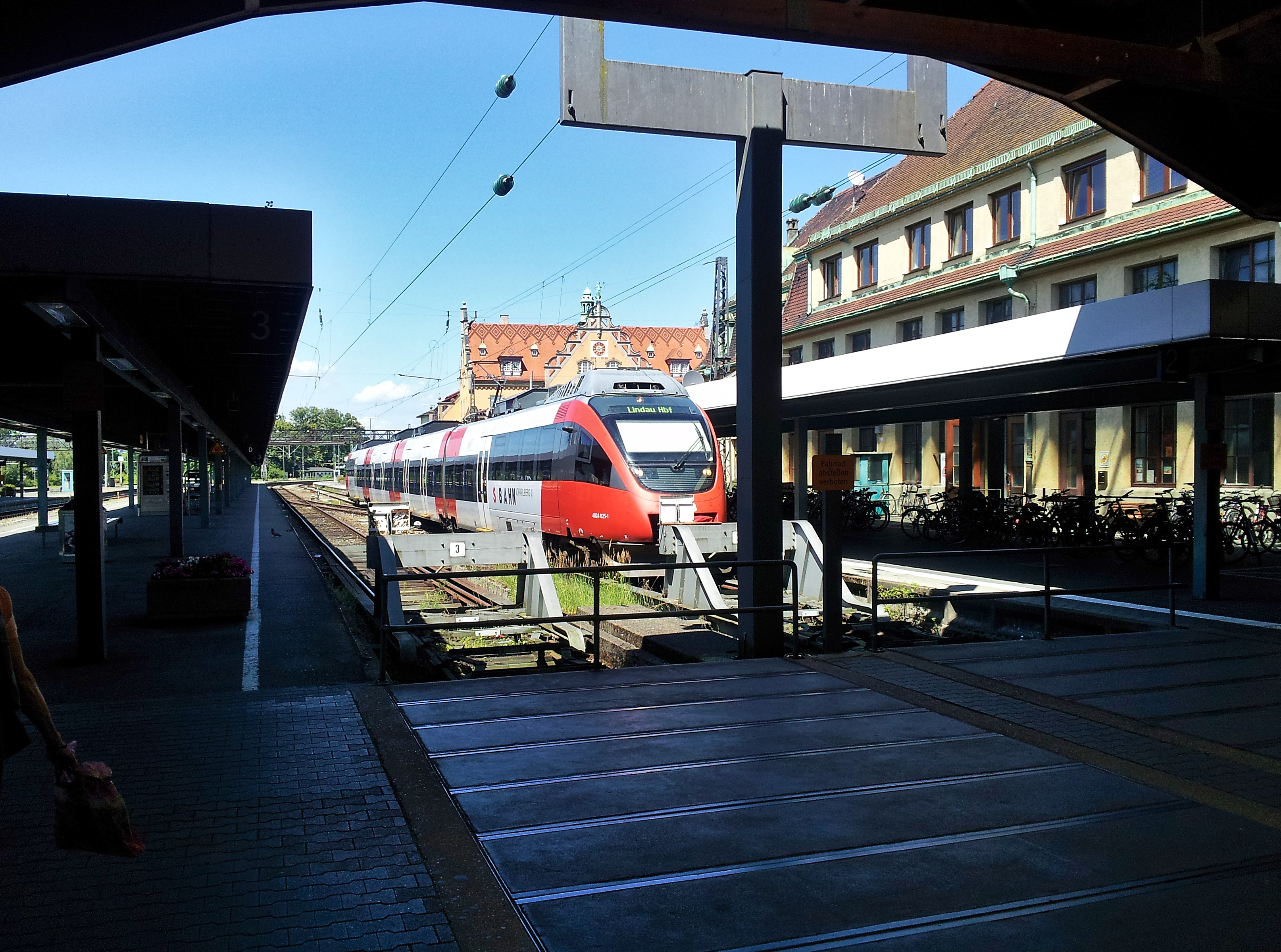
A Vorarlberg S-Bahn Bombardier Talent villamos motorvonata